# Miguel Suárez Arana
Miguel Suárez Arana (Santa Cruz de la Sierra, 24 de marzo de 1834 - 9 de septiembre de 1893) fue un explorador y empresario boliviano, fundador de la ciudad de Puerto Suárez, capital de la provincia Germán Busch en el departamento de Santa Cruz.

## Biografía
Nació en la ciudad de Santa Cruz de la Sierra el 24 de marzo de 1834 estudio en el Colegio Nacional Florida. Pionero y visionario en cuanto a la necesidad de la unión transversal este-oeste de Bolivia. En 1875, Miguel Suárez Arana dejó todo lo que tenía y se largó a recorrer 650 kilómetros de bosques hasta encontrar las aguas navegables del río Paraguay para llegar al Atlántico. Fue un explorador infatigable, empresario y estudioso que sostuvo la tesis "al Atlántico por el Oriente".
En el año 1874 presentó al gobierno del entonces presidente Tomás Frías Ametller una propuesta de carácter geopolítico que básicamente consistía en:
- La fundación de un puerto en la margen derecha del río Paraguay,
- La organización de una línea de navegación a vapor,
- La fundación de un asentamiento con población fija
- Apertura de dos caminos que partiendo del puerto a ser fundado terminasen en Santa Cruz de la Sierra y en Lagunillas.

El 10 de noviembre de 1875 fundó en la punta de Bella Vista (nombre puesto por la Comisión de Líneas fronterizas Boliviana Brasilera) frente a la Isla del Recreo, en la margen occidental del río Paraguay, la nueva población con el nombre de "Puerto Suárez". Ese mismo año creó la Empresa Nacional de Bolivia, con el objetivo de colonizar la región oriental de los Llanos de Chiquitos, desarrollar la navegación por el río Paraguay y construir caminos.
Durante la época de exploración boliviana del Chaco fue uno de los expedicionarios que partió de la zona del Isoso. Su hijo, Cristian Suárez Arana, también lideró entre 1887 y 1888 una expedición al Chaco boreal. Bajo encargo del presidente Gregorio Pacheco, Miguel Suárez se trasladó a la població fronteriza boliviana de Bahía Negra, donde el 16 de julio de 1885, fundó junto a otros bolivianos Puerto Pacheco.